# Brighton (Iowa)
Brighton és una ciutat dels Estats Units a l'estat d'Iowa. Segons el cens del 2000 tenia 687 habitants.

## Demografia
Segons el cens del 2000, Brighton tenia 687 habitants, 285 habitatges, i 190 famílies. La densitat de població era de 368,4 habitants per km².
Dels 285 habitatges en un 29,5% hi vivien nens de menys de 18 anys, en un 51,2% hi vivien parelles casades, en un 8,4% dones solteres, i en un 33,3% no eren unitats familiars. En el 28,4% dels habitatges hi vivien persones soles el 13% de les quals corresponia a persones de 65 anys o més que vivien soles. El nombre mitjà de persones vivint en cada habitatge era de 2,41 i el nombre mitjà de persones que vivien en cada família era de 2,92.
Per edats la població es repartia de la següent manera: un 25,6% tenia menys de 18 anys, un 8,2% entre 18 i 24, un 28,5% entre 25 i 44, un 24,6% de 45 a 60 i un 13,1% 65 anys o més.
L'edat mediana era de 37 anys. Per cada 100 dones de 18 o més anys hi havia 97,3 homes.
La renda mediana per habitatge era de 30.139 $ i la renda mediana per família de 35.781 $. Els homes tenien una renda mediana de 27.450 $ mentre que les dones 20.938 $. La renda per capita de la població era de 15.140 $. Entorn del 8,9% de les famílies i el 14,1% de la població estaven per davall del llindar de pobresa.

## Poblacions més properes
El següent diagrama mostra les poblacions més properes.